# A Közép-afrikai Köztársaság az 1992. évi nyári olimpiai játékokon
A Közép-afrikai Köztársaság a spanyolországi Barcelonában megrendezett 1992. évi nyári olimpiai játékok egyik részt vevő nemzete volt. Az országot az olimpián 3 sportágban 15 sportoló képviselte, akik érmet nem szereztek.

## Atlétika
Férfi
| Versenyző            | Versenyszám | Előfutam | Előfutam | Előfutam | Negyeddöntő | Negyeddöntő | Negyeddöntő | Elődöntő | Elődöntő | Elődöntő | Döntő   | Döntő    |
| Versenyző            | Versenyszám | Idő      | Hely.    | Össz.    | Idő         | Hely.       | Össz.       | Idő      | Hely.    | Össz.    | Idő     | Helyezés |
| -------------------- | ----------- | -------- | -------- | -------- | ----------- | ----------- | ----------- | -------- | -------- | -------- | ------- | -------- |
| Valentin Ngbogo      | 100 m       | 10,79    | 6.       | 47.      | kiesett     | kiesett     | kiesett     | kiesett  | kiesett  | kiesett  | kiesett | kiesett  |
| Valentin Ngbogo      | 200 m       | 21,51    | 5.       | 42.*     | kiesett     | kiesett     | kiesett     | kiesett  | kiesett  | kiesett  | kiesett | kiesett  |
| Martial Biguet       | 400 m       | 47,82    | 7.       | 52.      | kiesett     | kiesett     | kiesett     | kiesett  | kiesett  | kiesett  | kiesett | kiesett  |
| Zacharia Maidjida    | 800 m       | 1:50,41  | 6.       | 35.      |             |             |             | kiesett  | kiesett  | kiesett  | kiesett | kiesett  |
| Zacharia Maidjida    | 1500 m      | 3:55,72  | 11.      | 41.      |             |             |             | kiesett  | kiesett  | kiesett  | kiesett | kiesett  |
| Ernest Ndissipou     | 5000 m      | 14:40,12 | 12.      | 47.      |             |             |             |          |          |          | kiesett | kiesett  |
| Jacques-Henri Brunet | 400 m gát   | 52,59    | 6.       | 36.      |             |             |             | kiesett  | kiesett  | kiesett  | kiesett | kiesett  |
| Ferdinand Amadi      | Maraton     |          |          |          |             |             |             |          |          |          | 2:35:39 | 74.      |

| Versenyző        | Versenyszám   | Selejtező | Selejtező | Döntő    | Döntő    |
| Versenyző        | Versenyszám   | Eredmény  | Helyezés  | Eredmény | Helyezés |
| ---------------- | ------------- | --------- | --------- | -------- | -------- |
| Mickaël Conjungo | Diszkoszvetés | 57,46 m   | 24.       | kiesett  | kiesett  |

Női
| Versenyző        | Versenyszám | Előfutam | Előfutam | Előfutam | Elődöntő | Elődöntő | Elődöntő | Döntő   | Döntő    |
| Versenyző        | Versenyszám | Idő      | Hely.    | Össz.    | Idő      | Hely.    | Össz.    | Idő     | Helyezés |
| ---------------- | ----------- | -------- | -------- | -------- | -------- | -------- | -------- | ------- | -------- |
| Brigitte Nganaye | 800 m       | 2:15,70  | 6.       | 31.      | kiesett  | kiesett  | kiesett  | kiesett | kiesett  |
| Brigitte Nganaye | 1500 m      | 4:33,57  | 13.      | 35.      | kiesett  | kiesett  | kiesett  | kiesett | kiesett  |

* - egy másik versenyzővel azonos időt ért el

## Cselgáncs
Férfi
| Versenyző      | Versenyszám  | Selejtező         | 32-es főtábla                            | Nyolcaddöntő      | Negyeddöntő       | Elődöntő          | Vigaszág első kör | Vigaszág nyolcaddöntő | Vigaszág negyeddöntő | Vigaszág elődöntő | Bronz- mérkőzés   | Döntő             | Helyezés    |
| Versenyző      | Versenyszám  | Ellenfél Eredmény | Ellenfél Eredmény                        | Ellenfél Eredmény | Ellenfél Eredmény | Ellenfél Eredmény | Ellenfél Eredmény | Ellenfél Eredmény     | Ellenfél Eredmény    | Ellenfél Eredmény | Ellenfél Eredmény | Ellenfél Eredmény | Helyezés    |
| -------------- | ------------ | ----------------- | ---------------------------------------- | ----------------- | ----------------- | ----------------- | ----------------- | --------------------- | -------------------- | ----------------- | ----------------- | ----------------- | ----------- |
| Siméon Toronlo | Könnyűsúly   | erőnyerő          | Khaliuny Boldbaatar (MGL) · 0000-1000    | kiesett           | kiesett           | kiesett           |                   |                       |                      |                   |                   |                   | 22.         |
| André Mayounga | Középsúly    | erőnyerő          | Ilualoma Isako (ZAI) · 0000-1000         | kiesett           | kiesett           | kiesett           |                   |                       |                      |                   |                   |                   | 21.         |
| Pascal Kaya    | Félnehézsúly | erőnyerő          | Robert Van de Walle (BEL) · visszalépett | kiesett           | kiesett           | kiesett           |                   |                       |                      |                   |                   |                   | helyezetlen |

Női
| Versenyző            | Versenyszám | Selejtező                              | Nyolcaddöntő      | Negyeddöntő       | Elődöntő          | Vigaszág nyolcaddöntő | Vigaszág negyeddöntő | Vigaszág elődöntő | Bronz- mérkőzés   | Döntő             | Helyezés |
| Versenyző            | Versenyszám | Ellenfél Eredmény                      | Ellenfél Eredmény | Ellenfél Eredmény | Ellenfél Eredmény | Ellenfél Eredmény     | Ellenfél Eredmény    | Ellenfél Eredmény | Ellenfél Eredmény | Ellenfél Eredmény | Helyezés |
| -------------------- | ----------- | -------------------------------------- | ----------------- | ----------------- | ----------------- | --------------------- | -------------------- | ----------------- | ----------------- | ----------------- | -------- |
| Felicité Makounawode | Váltósúly   | Miroslava Jánošíková (TCH) · 0000-1000 | kiesett           | kiesett           | kiesett           |                       |                      |                   |                   |                   | 20.      |

## Kerékpározás

### Országúti kerékpározás
Férfi
| Versenyző                                                  | Versenyszám     | Idő             | Helyezés      |
| ---------------------------------------------------------- | --------------- | --------------- | ------------- |
| Vincent Gomgadja                                           | Mezőnyverseny   | nem ért célba   | nem ért célba |
| Obed Ngaite                                                | Mezőnyverseny   | nem ért célba   | nem ért célba |
| Christ Yarafa                                              | Mezőnyverseny   | nem ért célba   | nem ért célba |
| Vincent Gomgadja Rufin Molomadan Obed Ngaite Christ Yarafa | Csapat időfutam | 2:49:28(+47:49) | 29.           |